# Diagram klas
Diagram klas – statyczny diagram strukturalny w UML, przedstawiający strukturę systemu w modelach obiektowych przez ilustrację struktury klas i zależności między nimi. 
Diagram klas przedstawia klasy (typy) obiektów w programie, w odróżnieniu od diagramu obiektów, który pokazuje jedynie egzemplarze (instancje) obiektów i ich zależności istniejące w konkretnym momencie.
Diagram klas pokazuje określony fragment struktury systemu. Diagramów klas używa się do modelowania statycznych aspektów perspektywy projektowej. Wiąże się z tym silnie modelowanie słownictwa systemu, kooperacji lub schematów. Diagramy klas pozwalają na sformalizowanie specyfikacji danych i metod. Mogą także pełnić rolę graficznego środka pokazującego szczegóły implementacji klas.

## Klasy
Klasa w modelu UML programu obiektowego jest reprezentowana przez prostokąt z umieszczoną wewnątrz nazwą klasy. Oddzielona część prostokąta pod nazwą klasy może zawierać atrybuty klasy, czyli metody (funkcje), właściwości (properties) lub pola (zmienne). Każdy atrybut pokazywany jest przynajmniej jako nazwa, opcjonalnie także z typem, wartością i innymi cechami.
Metody klasy mogą znajdować się w osobnej części prostokąta. Każda metoda jest pokazywana przynajmniej jako nazwa, a dodatkowo także ze swoimi parametrami i zwracanym typem.
Atrybuty (zmienne i właściwości) oraz metody mogą mieć też oznaczoną widoczność (zakres znaczenia ich nazw) jak następuje:
- "+" dla public – publiczny, dostęp globalny
- "#" dla protected – chroniony, dostęp dla pochodnych klasy (wynikających z generalizacji)
- "−" dla private – prywatny, dostępny tylko w obrębie klasy (przy atrybucie statycznym) lub obiektu (przy atrybucie zwykłym)
- "~" dla package – pakiet, dostępny w obrębie danego pakietu, projektu.

## Związki (powiązania)

Oznaczenia związków klas w UML

### Zależność
Zależność (ang. dependency) – najsłabszy związek znaczeniowy między klasami, gdy jedna z klas używa innej. Na diagramie klas oznaczana przerywaną linią zakończoną strzałką wskazującą kierunek zależności.

### Asocjacja
Asocjacja (ang. association) wskazuje na silniejsze powiązanie pomiędzy obiektami danych klas (np. firma zatrudnia pracowników). Na diagramie asocjację oznacza się za pomocą linii, która może być zakończona strzałką z otwartym grotem (oznaczającą kierunek powiązania klas). Nazwy cech (np. zatrudniony, zatrudniający) wraz z krotnością umieszcza się w punkcie docelowym asocjacji. Nazwę asocjacji podaje się pośrodku (np. zatrudnia).

### Generalizacja

Przykład generalizacji. Dwie klasy dziedziczą po klasie bazowej.

Generalizacja lub dziedziczenie (ang. generalization lub inheritence) – związek opisujący klasy i podklasy (ogólne klasy i szczegółowe lub inaczej rodziców i dzieci). Na diagramie generalizację oznacza się za pomocą niewypełnionego trójkąta symbolizującego strzałkę (skierowaną od klasy pochodnej do klasy bazowej).

### Agregacja
Agregacja (ang. aggregation) reprezentuje związek typu całość-część, czyli jakaś większa całość jest rozbita na elementy. Oznacza to, że elementy częściowe mogą należeć do większej całości, jednak również mogą istnieć bez niej (np. koła i samochód). Na diagramie agregację oznacza się za pomocą linii zakończonej pustym rombem.

### Kompozycja
Kompozycja (ang. composition), jest silniejszą formą agregacji. W związku kompozycji, części należą tylko do jednej całości, a ich okres życia jest wspólny — razem z całością niszczone są również części. W dużej mierze jest to kwestia umowna, zależna od danego systemu. Przykładowo silnik samochodowy mógłby istnieć osobno w jednym systemie (zwykła agregacja), a w innym można przyjąć, że jest niszczony razem z samochodem (kompozycja). Na diagramie, kompozycję oznacza się za pomocą linii zakończonej wypełnionym rombem.